# Perileucoptera coffeella
Perileucoptera coffeella är en fjärilsart som beskrevs av Félix Édouard Guérin-Méneville 1842.
Perileucoptera coffeella ingår i släktet Perileucoptera och familjen rullvingemalar. Inga underarter finns listade i Catalogue of Life.